# Urumqi Air
Urumqi Air (chinois simplifié : 乌鲁木齐航空 ; chinois traditionnel : 烏魯木齊航空) est une compagnie aérienne à bas coûts. Elle est basée à Ürümqi dans la région autonome du Xinjiang Uyghur en Chine. La compagnie assure des vols commerciaux réguliers depuis son hub de l'aéroport international Diwopu d'Ürümqi. Urumqi Air est une des quatre compagnies fondatrice de l'alliance U-FLY.

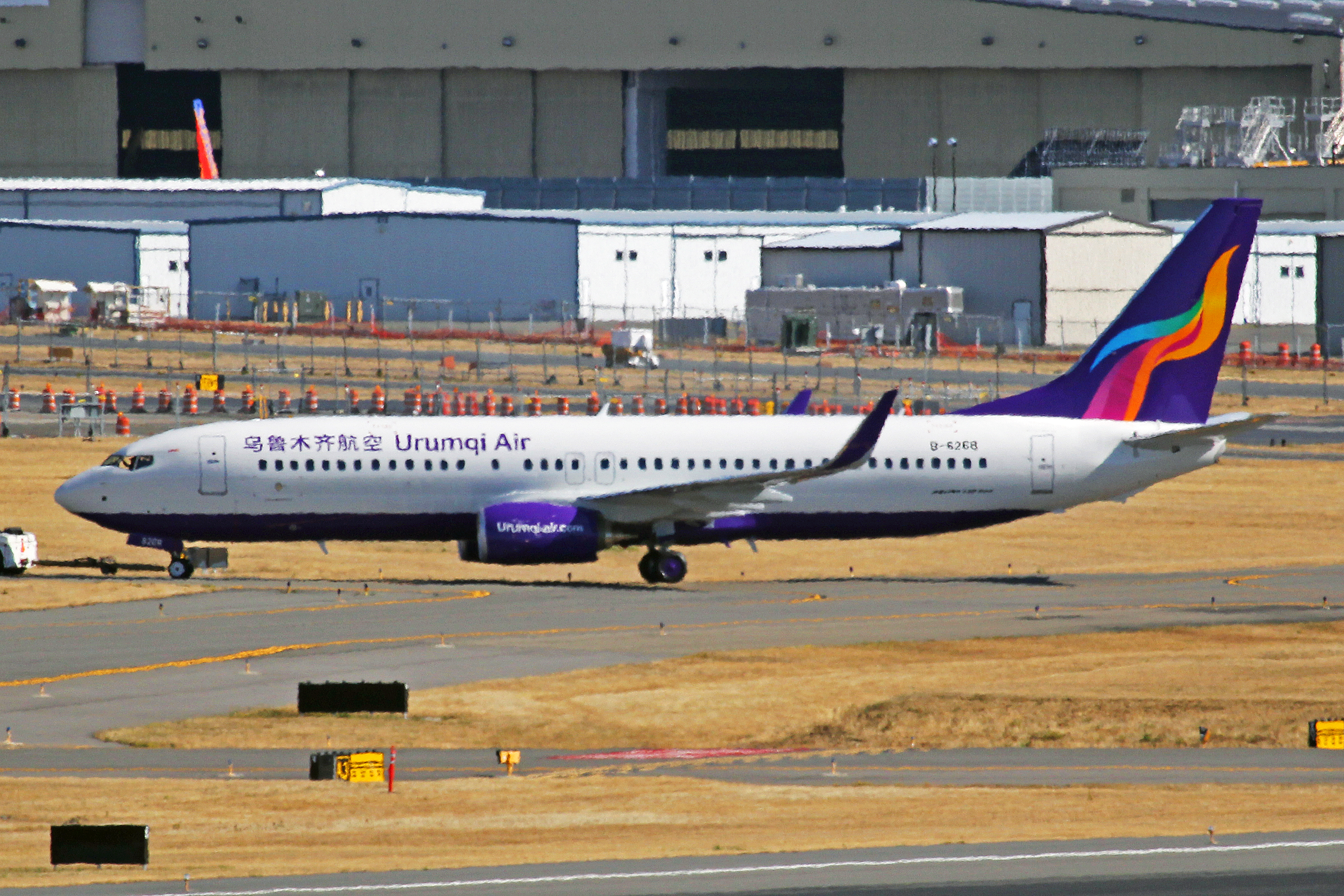
Boeing 737-8LPW d'Urumqi Air

## Flotte
En octobre 2020, la flotte d'Urumqi Air était composée des avions suivants ,: 